# (5879) Almérie
(5879) Almérie[réf. nécessaire] (nom international (5879) Almeria) est un astéroïde Amor découvert le 8 février 1992 à Calar Alto par l'astronome Kurt Birkle.
Sa distance minimale d'intersection de l'orbite terrestre est de 0,167 572 ua.
Il est nommé d'après la ville espagnole d'Almería, parfois encore nommée en français Almérie.